# ハリソン・マスグレーブ
ハリソン・スコット・マスグレーブ（Harrison Scott Musgrave, 1992年3月3日 - ）は、アメリカ合衆国ウェストバージニア州ハリソン郡ナッターフォート出身のプロ野球選手（投手）。左投左打。

## 経歴
2014年のMLBドラフト8巡目（全体233位）でコロラド・ロッキーズから指名され、プロ入り。契約後、傘下のパイオニアリーグのルーキー級グランドジャンクション・ロッキーズでプロデビュー。13試合（先発11試合）に登板して2勝4敗、防御率5.44、50奪三振を記録した。
2015年はA+級モデスト・ナッツとAA級ニューブリテン・ロックキャッツでプレーし、2球団合計で27試合に先発登板して13勝5敗、防御率2.99、136奪三振を記録した。
2016年はAA級ハートフォード・ヤードゴーツとAAA級アルバカーキ・アイソトープスでプレーし、2球団合計で25試合に先発登板して13勝8敗、防御率3.64、109奪三振を記録した。
2017年はAAA級アルバカーキでプレーし、12試合に先発登板して3勝1敗、防御率6.79、39奪三振を記録した。
2018年は開幕をAAA級アルバカーキで迎え、4月23日にメジャー契約を結んでアクティブ・ロースター入りした。同日のサンディエゴ・パドレス戦でメジャーデビュー。この年は35試合に登板して2勝3敗、防御率4.63、32奪三振を記録した。
2019年7月31日にDFAとなり、8月3日にマイナー契約でAAA級アルバカーキへ配属された。

## 投球スタイル
チェンジアップを決め球としている。

## 詳細情報

### 年度別投手成績
| 年 度    | 球 団    | 登 板 | 先 発 | 完 投 | 完 封 | 無 四 球 | 勝 利 | 敗 戦 | セ 丨 ブ | ホ 丨 ル ド | 勝 率 | 打 者 | 投 球 回 | 被 安 打 | 被 本 塁 打 | 与 四 球 | 敬 遠 | 与 死 球 | 奪 三 振 | 暴 投 | ボ 丨 ク | 失 点 | 自 責 点 | 防 御 率 | W H I P |
| -------- | -------- | ----- | ----- | ----- | ----- | -------- | ----- | ----- | -------- | ----------- | ----- | ----- | -------- | -------- | ----------- | -------- | ----- | -------- | -------- | ----- | -------- | ----- | -------- | -------- | ------- |
| 2018     | COL      | 35    | 0     | 0     | 0     | 0        | 2     | 3     | 0        | 5           | .400  | 185   | 44.2     | 36       | 7           | 22       | 2     | 1        | 32       | 2     | 1        | 23    | 23       | 4.63     | 1.30    |
| 2019     | COL      | 10    | 0     | 0     | 0     | 0        | 0     | 0     | 0        | 0           | ----  | 47    | 10.0     | 9        | 0           | 7        | 1     | 0        | 12       | 1     | 0        | 4     | 4        | 3.60     | 1.60    |
| MLB：2年 | MLB：2年 | 45    | 0     | 0     | 0     | 0        | 2     | 3     | 0        | 5           | .400  | 232   | 54.2     | 45       | 7           | 29       | 3     | 1        | 44       | 3     | 1        | 27    | 27       | 4.45     | 1.35    |

- 2020年度シーズン終了時

### 背番号
- 59（2018年 - 2019年）